# Mistrzostwa Świata w Hokeju na Lodzie Kobiet 2015/I Dywizja
Mistrzostwa Świata w Hokeju na Lodzie Kobiet I dywizji 2015 to międzynarodowe rozgrywki hokeja na lodzie kobiet organizowane przez IIHF. Grupa A rywalizowała pomiędzy 12-18 kwietnia 2015 we francuskim Rouen, natomiast grupa B rozpoczęła zmagania 6, a zakończyła 12 kwietnia w stolicy Chin, Pekinie.

## Obiekty
Hale, w których rozgrywano mecze hokejowych MŚ I dywizji:
| Grupa A     | Grupa B                |
| Rouen       | Pekin                  |
| Île Lacroix | Capital Indoor Stadium |
|             |                        |

## Grupa A

### Sędziowie
| Sędziowie główni: - Zuzana Findurová - Lisa Grison - Michaela Kiefer - Melissa Szkola | Liniowi: - Anne Boniface - Charlotte Girard - Mirjam Gruber - Daniela Kiefer - Anne-Ruth Kuonen - Justine Todd - Jenni Visala |

Wyniki:
| 12 kwietnia 2015 | Łotwa | 1:5 | Czechy | Île Lacroix, Rouen |

| Szczegóły      | Szczegóły   | Szczegóły       | Szczegóły  | Szczegóły   |
| -------------- | ----------- | --------------- | ---------- | ----------- |
| Godzina: 12:30 |             | (0:1, 1:1, 0:3) |            | Widzów: 212 |
| Godzina: 12:30 | 10 min. kar |                 | 4 min. kar | Widzów: 212 |

| 12 kwietnia 2015 | Francja | 5:6 dogr. | Norwegia | Île Lacroix, Rouen |

| Szczegóły      | Szczegóły   | Szczegóły                  | Szczegóły   | Szczegóły    |
| -------------- | ----------- | -------------------------- | ----------- | ------------ |
| Godzina: 16:00 |             | (0:2, 2:2, 3:1, dogr. 0:1) |             | Widzów: 2017 |
| Godzina: 16:00 | 14 min. kar |                            | 20 min. kar | Widzów: 2017 |

| 12 kwietnia 2015 | Austria | 8:2 | Dania | Île Lacroix, Rouen |

| Szczegóły      | Szczegóły  | Szczegóły       | Szczegóły  | Szczegóły   |
| -------------- | ---------- | --------------- | ---------- | ----------- |
| Godzina: 19:30 |            | (1:1, 2:1, 5:0) |            | Widzów: 263 |
| Godzina: 19:30 | 2 min. kar |                 | 6 min. kar | Widzów: 263 |

| 13 kwietnia 2015 | Norwegia | 2:5 | Austria | Île Lacroix, Rouen |

| Szczegóły      | Szczegóły  | Szczegóły       | Szczegóły  | Szczegóły   |
| -------------- | ---------- | --------------- | ---------- | ----------- |
| Godzina: 12:30 |            | (1:1, 0:3, 1:1) |            | Widzów: 473 |
| Godzina: 12:30 | 8 min. kar |                 | 4 min. kar | Widzów: 473 |

| 13 kwietnia 2015 | Dania | 5:4 | Łotwa | Île Lacroix, Rouen |

| Szczegóły      | Szczegóły   | Szczegóły       | Szczegóły   | Szczegóły   |
| -------------- | ----------- | --------------- | ----------- | ----------- |
| Godzina: 16:00 |             | (2:3, 1:1, 2:0) |             | Widzów: 178 |
| Godzina: 16:00 | 12 min. kar |                 | 10 min. kar | Widzów: 178 |

| 13 kwietnia 2015 | Czechy | 4:0 | Francja | Île Lacroix, Rouen |

| Szczegóły      | Szczegóły   | Szczegóły       | Szczegóły   | Szczegóły    |
| -------------- | ----------- | --------------- | ----------- | ------------ |
| Godzina: 19:30 |             | (0:0, 4:0, 0:0) |             | Widzów: 1184 |
| Godzina: 19:30 | 14 min. kar |                 | 16 min. kar | Widzów: 1184 |

| 15 kwietnia 2015 | Norwegia | 0:3 | Dania | Île Lacroix, Rouen |

| Szczegóły      | Szczegóły   | Szczegóły       | Szczegóły   | Szczegóły   |
| -------------- | ----------- | --------------- | ----------- | ----------- |
| Godzina: 12:30 |             | (0:1, 0:2, 0:0) |             | Widzów: 702 |
| Godzina: 12:30 | 10 min. kar |                 | 12 min. kar | Widzów: 702 |

| 15 kwietnia 2015 | Czechy | 4:1 | Austria | Île Lacroix, Rouen |

| Szczegóły      | Szczegóły   | Szczegóły       | Szczegóły   | Szczegóły   |
| -------------- | ----------- | --------------- | ----------- | ----------- |
| Godzina: 16:00 |             | (3:1, 0:0, 1:0) |             | Widzów: 349 |
| Godzina: 16:00 | 10 min. kar |                 | 16 min. kar | Widzów: 349 |

| 15 kwietnia 2015 | Łotwa | 0:7 | Francja | Île Lacroix, Rouen |

| Szczegóły      | Szczegóły   | Szczegóły       | Szczegóły   | Szczegóły    |
| -------------- | ----------- | --------------- | ----------- | ------------ |
| Godzina: 19:30 |             | (0:4, 0:1, 0:2) |             | Widzów: 1515 |
| Godzina: 19:30 | 18 min. kar |                 | 18 min. kar | Widzów: 1515 |

| 16 kwietnia 2015 | Dania | 0:3 | Czechy | Île Lacroix, Rouen |

| Szczegóły      | Szczegóły  | Szczegóły       | Szczegóły  | Szczegóły    |
| -------------- | ---------- | --------------- | ---------- | ------------ |
| Godzina: 12:30 |            | (0:1, 0:0, 0:2) |            | Widzów: 1789 |
| Godzina: 12:30 | 8 min. kar |                 | 4 min. kar | Widzów: 1789 |

| 16 kwietnia 2015 | Norwegia | 2:1 | Łotwa | Île Lacroix, Rouen |

| Szczegóły      | Szczegóły   | Szczegóły       | Szczegóły  | Szczegóły   |
| -------------- | ----------- | --------------- | ---------- | ----------- |
| Godzina: 16:00 |             | (1:0, 0:1, 1:0) |            | Widzów: 404 |
| Godzina: 16:00 | 10 min. kar |                 | 4 min. kar | Widzów: 404 |

| 16 kwietnia 2015 | Francja | 2:3 | Austria | Île Lacroix, Rouen |

| Szczegóły      | Szczegóły   | Szczegóły       | Szczegóły  | Szczegóły    |
| -------------- | ----------- | --------------- | ---------- | ------------ |
| Godzina: 19:30 |             | (2:0, 0:3, 0:0) |            | Widzów: 1300 |
| Godzina: 19:30 | 12 min. kar |                 | 8 min. kar | Widzów: 1300 |

| 18 kwietnia 2015 | Austria | 8:0 | Łotwa | Île Lacroix, Rouen |

| Szczegóły      | Szczegóły  | Szczegóły       | Szczegóły  | Szczegóły   |
| -------------- | ---------- | --------------- | ---------- | ----------- |
| Godzina: 12:30 |            | (1:0, 3:0, 4:0) |            | Widzów: 185 |
| Godzina: 12:30 | 6 min. kar |                 | 6 min. kar | Widzów: 185 |

| 18 kwietnia 2015 | Czechy | 4:2 | Norwegia | Île Lacroix, Rouen |

| Szczegóły      | Szczegóły  | Szczegóły       | Szczegóły  | Szczegóły   |
| -------------- | ---------- | --------------- | ---------- | ----------- |
| Godzina: 16:00 |            | (0:0, 1:1, 3:1) |            | Widzów: 806 |
| Godzina: 16:00 | 4 min. kar |                 | 2 min. kar | Widzów: 806 |

| 18 kwietnia 2015 | Dania | 2:3 | Francja | Île Lacroix, Rouen |

| Szczegóły      | Szczegóły   | Szczegóły       | Szczegóły  | Szczegóły    |
| -------------- | ----------- | --------------- | ---------- | ------------ |
| Godzina: 19:30 |             | (2:1, 0:1, 0:1) |            | Widzów: 2222 |
| Godzina: 19:30 | 12 min. kar |                 | 8 min. kar | Widzów: 2222 |

Tabela
| Lp. | Zespół   | M | Pkt | Z | Zd | Pd | P | G+ | G- | +/- |
| --- | -------- | - | --- | - | -- | -- | - | -- | -- | --- |
| 1   | Czechy   | 5 | 15  | 5 | 0  | 0  | 0 | 20 | 4  | +16 |
| 2   | Austria  | 5 | 12  | 4 | 0  | 0  | 1 | 25 | 10 | +15 |
| 3   | Francja  | 5 | 7   | 2 | 0  | 1  | 2 | 17 | 15 | +2  |
| 4   | Dania    | 5 | 6   | 2 | 0  | 0  | 3 | 12 | 18 | -6  |
| 5   | Norwegia | 5 | 5   | 1 | 1  | 0  | 3 | 12 | 18 | -6  |
| 6   | Łotwa    | 5 | 0   | 0 | 0  | 0  | 5 | 6  | 27 | -21 |

      = awans do elity       = utrzymanie w I dywizji grupy A       = spadek do I dywizji grupy B

### Nagrody indywidualne
- Dyrektoriat turnieju wybrał trójkę najlepszych zawodników na każdej pozycji::
  - Bramkarz:  Klára Peslarová
  - Obrońca:  Aneta Tejralová
  - Napastnik:  Anna Meixner

Źródło: IIHF.com

## Grupa B

### Sędziowie
| Sędziowie główni: - Henna Aberg - Katja Bandlofsky - Brandy Dewar - Samantha Hiller | Liniowi: - Satu Auno - Tanja Cadonau - Michela Frattarelli - Tomomi Kaneko - Stina Nilsson - Gabriela Šťastná - Harriet Weegh |

Wyniki:
Godziny podane w czasie lokalnym (UTC+8)
| 6 kwietnia 2015 | Korea Północna | 1:5 | Węgry | Capital Indoor Stadium, Pekin |

| Szczegóły      | Szczegóły   | Szczegóły       | Szczegóły  | Szczegóły   |
| -------------- | ----------- | --------------- | ---------- | ----------- |
| Godzina: 13:00 |             | (0:2, 0:1, 1:2) |            | Widzów: 826 |
| Godzina: 13:00 | 12 min. kar |                 | 4 min. kar | Widzów: 826 |

| 6 kwietnia 2015 | Włochy | 3:4 k. | Słowacja | Capital Indoor Stadium, Pekin |

| Szczegóły      | Szczegóły   | Szczegóły                 | Szczegóły   | Szczegóły   |
| -------------- | ----------- | ------------------------- | ----------- | ----------- |
| Godzina: 16:15 |             | (2:3, 1:0, 0:0, 0:0, 0:1) |             | Widzów: 857 |
| Godzina: 16:15 | 10 min. kar |                           | 12 min. kar | Widzów: 857 |

| 6 kwietnia 2015 | Holandia | 3:2 k. | Chiny | Capital Indoor Stadium, Pekin |

| Szczegóły      | Szczegóły   | Szczegóły                 | Szczegóły   | Szczegóły    |
| -------------- | ----------- | ------------------------- | ----------- | ------------ |
| Godzina: 19:30 |             | (0:1, 1:1, 1:0, 0:0, 1:0) |             | Widzów: 1196 |
| Godzina: 19:30 | 26 min. kar |                           | 22 min. kar | Widzów: 1196 |

| 7 kwietnia 2015 | Węgry | 2:1 | Włochy | Capital Indoor Stadium, Pekin |

| Szczegóły      | Szczegóły  | Szczegóły       | Szczegóły  | Szczegóły   |
| -------------- | ---------- | --------------- | ---------- | ----------- |
| Godzina: 13:00 |            | (0:0, 1:1, 1:0) |            | Widzów: 849 |
| Godzina: 13:00 | 8 min. kar |                 | 8 min. kar | Widzów: 849 |

| 7 kwietnia 2015 | Słowacja | 3:2 | Holandia | Capital Indoor Stadium, Pekin |

| Szczegóły      | Szczegóły   | Szczegóły       | Szczegóły   | Szczegóły   |
| -------------- | ----------- | --------------- | ----------- | ----------- |
| Godzina: 16:15 |             | (0:1, 1:0, 2:1) |             | Widzów: 839 |
| Godzina: 16:15 | 10 min. kar |                 | 24 min. kar | Widzów: 839 |

| 7 kwietnia 2015 | Chiny | 5:2 | Korea Północna | Capital Indoor Stadium, Pekin |

| Szczegóły      | Szczegóły  | Szczegóły       | Szczegóły  | Szczegóły    |
| -------------- | ---------- | --------------- | ---------- | ------------ |
| Godzina: 19:30 |            | (4:1, 1:0, 0:1) |            | Widzów: 1473 |
| Godzina: 19:30 | 4 min. kar |                 | 4 min. kar | Widzów: 1473 |

| 9 kwietnia 2015 | Słowacja | 9:0 | Korea Północna | Capital Indoor Stadium, Pekin |

| Szczegóły      | Szczegóły  | Szczegóły       | Szczegóły   | Szczegóły   |
| -------------- | ---------- | --------------- | ----------- | ----------- |
| Godzina: 13:00 |            | (2:0, 5:0, 2:0) |             | Widzów: 751 |
| Godzina: 13:00 | 2 min. kar |                 | 35 min. kar | Widzów: 751 |

| 9 kwietnia 2015 | Włochy | 0:2 | Holandia | Capital Indoor Stadium, Pekin |

| Szczegóły      | Szczegóły   | Szczegóły       | Szczegóły   | Szczegóły   |
| -------------- | ----------- | --------------- | ----------- | ----------- |
| Godzina: 16:15 |             | (0:1, 0:1, 0:0) |             | Widzów: 648 |
| Godzina: 16:15 | 12 min. kar |                 | 10 min. kar | Widzów: 648 |

| 9 kwietnia 2015 | Chiny | 7:3 | Węgry | Capital Indoor Stadium, Pekin |

| Szczegóły      | Szczegóły  | Szczegóły       | Szczegóły   | Szczegóły    |
| -------------- | ---------- | --------------- | ----------- | ------------ |
| Godzina: 19:30 |            | (1:1, 4:1, 2:1) |             | Widzów: 1483 |
| Godzina: 19:30 | 8 min. kar |                 | 20 min. kar | Widzów: 1483 |

| 11 kwietnia 2015 | Węgry | 0:1 | Słowacja | Capital Indoor Stadium, Pekin |

| Szczegóły      | Szczegóły   | Szczegóły       | Szczegóły   | Szczegóły   |
| -------------- | ----------- | --------------- | ----------- | ----------- |
| Godzina: 13:00 |             | (0:0, 0:1, 0:0) |             | Widzów: 729 |
| Godzina: 13:00 | 24 min. kar |                 | 12 min. kar | Widzów: 729 |

| 11 kwietnia 2015 | Holandia | 7:1 | Korea Północna | Capital Indoor Stadium, Pekin |

| Szczegóły      | Szczegóły  | Szczegóły       | Szczegóły   | Szczegóły   |
| -------------- | ---------- | --------------- | ----------- | ----------- |
| Godzina: 16:15 |            | (1:0, 2:0, 4:1) |             | Widzów: 982 |
| Godzina: 16:15 | 8 min. kar |                 | 12 min. kar | Widzów: 982 |

| 11 kwietnia 2015 | Chiny | 4:3 | Włochy | Capital Indoor Stadium, Pekin |

| Szczegóły      | Szczegóły  | Szczegóły       | Szczegóły   | Szczegóły    |
| -------------- | ---------- | --------------- | ----------- | ------------ |
| Godzina: 19:30 |            | (1:1, 0:1, 3:1) |             | Widzów: 1676 |
| Godzina: 19:30 | 6 min. kar |                 | 12 min. kar | Widzów: 1676 |

| 12 kwietnia 2015 | Korea Północna | 2:4 | Włochy | Capital Indoor Stadium, Pekin |

| Szczegóły      | Szczegóły   | Szczegóły       | Szczegóły  | Szczegóły   |
| -------------- | ----------- | --------------- | ---------- | ----------- |
| Godzina: 13:00 |             | (0:1, 1:0, 1:3) |            | Widzów: 746 |
| Godzina: 13:00 | 14 min. kar |                 | 4 min. kar | Widzów: 746 |

| 12 kwietnia 2015 | Węgry | 0:2 | Holandia | Capital Indoor Stadium, Pekin |

| Szczegóły      | Szczegóły   | Szczegóły       | Szczegóły   | Szczegóły   |
| -------------- | ----------- | --------------- | ----------- | ----------- |
| Godzina: 16:15 |             | (0:1, 0:1, 0:0) |             | Widzów: 719 |
| Godzina: 16:15 | 12 min. kar |                 | 10 min. kar | Widzów: 719 |

| 12 kwietnia 2015 | Słowacja | 4:3 | Chiny | Capital Indoor Stadium, Pekin |

| Szczegóły      | Szczegóły   | Szczegóły       | Szczegóły  | Szczegóły    |
| -------------- | ----------- | --------------- | ---------- | ------------ |
| Godzina: 19:15 |             | (2:1, 2:0, 0:2) |            | Widzów: 2093 |
| Godzina: 19:15 | 12 min. kar |                 | 8 min. kar | Widzów: 2093 |

Tabela
| Lp. | Zespół         | M | Pkt | Z | Zd | Pd | P | G+ | G- | +/- |
| --- | -------------- | - | --- | - | -- | -- | - | -- | -- | --- |
| 1   | Słowacja       | 5 | 14  | 4 | 1  | 0  | 0 | 21 | 8  | +13 |
| 2   | Holandia       | 5 | 11  | 3 | 1  | 0  | 1 | 16 | 6  | +10 |
| 3   | Chiny          | 5 | 10  | 3 | 0  | 1  | 1 | 21 | 15 | +6  |
| 4   | Węgry          | 5 | 6   | 2 | 0  | 0  | 2 | 10 | 12 | -2  |
| 5   | Włochy         | 5 | 4   | 1 | 0  | 1  | 3 | 11 | 14 | -3  |
| 6   | Korea Północna | 5 | 0   | 0 | 0  | 0  | 5 | 6  | 30 | -24 |

      = awans do I dywizji grupy A       = utrzymanie w I dywizji grupy B       = spadek do II dywizji grupy A

### Nagrody indywidualne
- Dyrektoriat turnieju wybrał trójkę najlepszych zawodników na każdej pozycji:
  - Bramkarz:  Claudia van Leeuwen
  - Obrońca:  Franciska Kiss-Simon
  - Napastnik:  Zhang Mengying

Źródło: IIHF.com